# Cornish (Maine)
Cornish è un comune degli Stati Uniti d'America, situato nello Stato del Maine, nella contea di York.